# Luigi Baronchelli
Francesco Luigi Baronchelli (Villachiara, 25 aprile 1858 – Bergamo, 6 settembre 1924) è stato un organista e compositore italiano.

## Biografia

### Origini
Nacque a Villachiara, in provincia di Brescia, nel 1858. Il padre Giovanni, agricoltore affittuario, lo introdusse agli studi musicali. Sulla vita e la professione della madre, Angela Davide, non si hanno notizie.

### Carriera
Fu prima allievo di Antonio Ghisoni, organista di Soncino (Cremona) e, successivamente, di Roberto Remondi (1850-1928), musicista attivo presso il duomo di Brescia. Risale al 1875 una breve esperienza come organista provvisorio di Orzinuovi, interrotta da un concorso - presieduto dal cremonese Amilcare Ponchielli - che non lo vide vincitore. All'indomani del servizio di leva, durante il quale proseguì gli studi musicali e fu attivo nella banda militare, fu organista e maestro di cappella dapprima a Montichiari, poi a Soncino.
Successivamente, dal 1899, fu nominato organista del duomo di Monza.
Attivo nel dibattito sulla riforma dell'accompagnamento liturgico e dello strumento, diresse il periodico “L'organista italiano”, edito dalla bergamasca Edizioni Carrara. Per la stessa pubblicò, nel 1920, “Dieci composizioni pratiche”, ad uso liturgico e concertistico.

### Morte
Morì a Bergamo il 6 settembre 1924, all'età di sessantasei anni.